# Đại Bái
Đại Bái là một xã thuộc huyện Gia Bình, tỉnh Bắc Ninh, Việt Nam.
Xã Đại Bái có diện tích 6,27 km², dân số năm 2002 là 8665 người, mật độ dân số đạt 1382 người/km².
Làng Đại Bái có nghề gò đúc đồng nổi tiếng.
Làng có ngày giỗ tổ vào 29/9 âm lịch hàng năm.

## Địa lý
Xã Đại Bái nằm về phía Tây của huyện Gia Bình. Xã có vị trí:
- Phía Bắc giáp với xã Lãng Ngâm và xã Đông Cứu
- Phía Đông giáp với thị trấn Gia Bình và xã Quỳnh Phú
- Phía Tây giáp với xã Mão Điền và các phường An Bình, Trạm Lộ, đều thuộc thị xã Thuận Thành
- Phía Nam giáp với xã Quảng Phú, huyện Lương Tài.

## Hành chính
Xã Đại Bái gồm các thôn Đoan Bái, Đại Bái (gồm các xóm Sôn, Trại, Mới, Ngoài, Tây, Giữa) và thôn Ngọc Xuyên.

## Giao thông
Xã Đại Bái nằm trên trục đường quốc lộ 17 nối từ Thị xã Thuận Thành tới Thị xã Quế Võ.

## Kinh tế
Xã Đại Bái là xã có nền kinh tế phát triển mạnh nhất huyện Gia Bình. Đáng chú ý nhất là trong xã có nghề đúc đồng rộng rãi ở nhiều hộ trong xã với các sản phẩm như đồ gia dụng. Ngày nay các sản phẩm đúc đồng phổ biến là các loại đồ thờ như: đỉnh, hạc... được nhiều người biết đến.